# La fuerza de los débiles
La fuerza de los débiles es el séptimo álbum de estudio del grupo español Esclarecidos, publicado por GASA en 1996. En este disco Pablo Guerrero escribe la letra del tema que da título al disco, La fuerza de los débiles.

## Lista de canciones
1. Un instante.
2. Estoy esperando a mi amor.
3. Muertos.
4. En el medio del retiro.
5. El sabor de su aire.
6. Plaza de Callao.
7. Atándome (adaptación de I'll come running de Brian Eno).
8. En algún desierto.
9. Suerte.
10. Solo.
11. Viajar a la eternidad.
12. La fuerza de los débiles.

## Músicos
- Cristina Lliso: voces.
- Coyán Manzano: bajo y voces.
- Miguel Herrero: guitarras.
- Nacho Lliso: saxo y voces.
- Luis Lozano: Hammond y teclados.
- Pedro Barceló: batería.
- Marcelo Fuentes: bajo.
- Suso Saiz: guitarras, ambientes, Loop, Hipnotics, Scrach y voces.
- Guillermo Quero: teclados, proceso y voces.
- Paloma Lliso: voces.
- El Fer: voces.
- Isidro Matamoros: voces.

Atándome: adaptación de Esclarecidos del tema I'll come running de Brian Eno.
La fuerza de los débiles: escrita por Pablo Guerrero.